# Tribute to a Bad Man
Tribute to a Bad Man is een Amerikaanse western uit 1956 onder regie van Robert Wise. Destijds werd de film in Nederland uitgebracht onder de titel De wet van de prairie.

## Verhaal
De paardenfokker Jeremy Rodock doodt veedieven eigenhandig. Hij voelt zich aangetrokken tot zijn huishoudster Jocasta Constantine, maar zij kan niet tegen de hardheid waarmee hij zijn tegenstanders behandelt. Ook zijn nieuwe hulpje Steve Miller heeft het moeilijk met zijn methoden.

## Rolverdeling
| Acteur          | Personage           |
| --------------- | ------------------- |
| James Cagney    | Jeremy Rodock       |
| Don Dubbins     | Steve Miller        |
| Stephen McNally | McNulty             |
| Irene Papas     | Jocasta Constantine |
| Vic Morrow      | Lars Peterson       |
| James Griffith  | Barjak              |
| Onslow Stevens  | Hearn               |
| James Bell      | L.A. Peterson       |
| Jeanette Nolan  | Mevrouw Peterson    |
| Chubby Johnson  | Baldy               |
| Royal Dano      | Abe                 |
| Lee Van Cleef   | Fat Jones           |
| Peter Chong     | Cooky               |